# Griffin & Howe

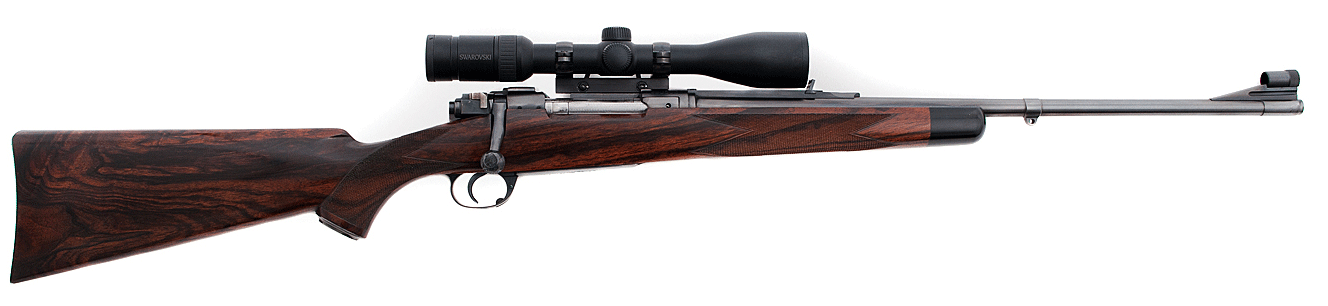
Rifle Griffin & Howe hecho a pedido sobre un mecanismo Mauser 98, con montura de lado, desechable

Griffin & Howe, el inc. es un fabricante norteamericano de armas de fuego deportivas ubicado en Andover, New Jersey. Fue fundado en 1923 por Seymour Griffin, un ebanista de Nueva York , y James V. Howe, encargado de la tienda de maquinaria del Arsenal de Frankford en Pensilvania.

## Historia
Seymour Griffin estuvo empleado como carpintero y ebanista del Bretton Hall en Manhattan en Broadway. En 1910 Griffin, habiendo leído del safari africano de Theodore Roosevelt y su uso de un Springfield "deportivizado en calibre 30-06, decidió para "deportivizar" su propio fusil Springfield. Adquirió bloque nogal francés de Von Lengerke & Detmold. En su tiempo libre en la sala carpintería del Bretton Hall, Griffin continuó haciendo culatas para rifles Springfield.
El Coronel Townsend Whelen quién entonces estaba a la cabeza del Arsenal de Frankford en Filadelfia, Pensilvania  contribuyó de gran manera en la fundación de la compañía. En abril de 1923 Whelen comentó a Griffin sobre los talentos James Virgil Howe, encargado de la tienda de máquina en el arsenal, sugiriendo que  combinan sus habilidades para producir rifles hechos por encargo. También asistiendo, y proporcionando el necesario Capital de riesgo, contribuyeron James M. Holsworth, y James L. Gerry. El 1 de junio de 1923 Grifo & Howe abrió sus puertas y construyó rifles fuera de una Ciudad de Nueva York loft.
En 1927 el Griffin & Howe introdujo una montura de lado que permitía montar y desmontar un telescopio sin que el punto de impacto cambiara.
En 1930 Griffin & Howe es adquirido por Abercrombie & Fitch para volverse la principal boutique de armas durante los próximos 45 años. De los años 1930 a los años 1960, G&H suministró rifles deportivos a los clientes que incluyen Ernest Hemingway, Clark Gable, Bing Crosby, Dwight D. Eisenhower, y Robert C. Ruark.

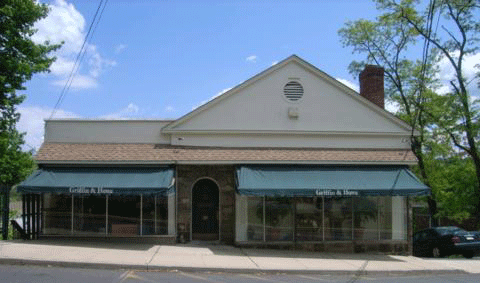
Portada de la tienda de Griffin & Howe para casi 30 años

Para 1935 Griffin & Howe había abierto la primera escuela de tiro en los EE. UU., que es ahora el Orvis en Sandanona, Nueva York.
Durante Segunda Guerra Mundial, G&H estuvo forzado para interrumpir su negocio de producción y venta de rifles deportivos para dedicarse a hacer los gatillos para artillería antiaérea, junto con encima 50 partes diferentes para la industria de aeronave americana. Además la montura de la do que G&H había introducido años atrás se usó para montar miras telescópicas en el rifle M1 Garand , habiendo entregado unas 23 000 a Springfield Armory para el final de la guerra.
En 1976, G&H fue vendido por Abercrombie & Fitch a Bill Ward, quien había sido empleado de la empresa por muchos años. La compañía movió su sede a Bernardsville, New Jersey en 1987. La compañía abrió dos ubicaciones nuevas en Greenwich, Connecticut en 1999 y en 2003 en su Escuela de Tiroteo en el Club de Granja del Hudson en Andover.
En 2011 Griffin & Howe movió sus operaciones de armería a un edificio de 6000 pies cuadrados (560 m²) junto a la Escuela de Tiro en el Club de Granja del Hudson. En 2015, la compañía mudó todas sus operaciones a su ubicación en Andover, NJ.